# Knockdown
„Knockdown” este un cântec al interpretei britanice de muzică rhythm and blues și pop Alesha. Acesta a fost compus de grupul de compozitori Xenomania, făcând parte de pe primul album de studio în cariera solo al artistei, Fired Up. Piesa a fost lansată ca cel de-al doilea și ultimul disc single al albumului în Regatul Unit pe data de 23 octombrie 2006.
Discul nu a obținut succesul predecesorului său, ocupând poziții mediocre în UK Singles Chart. „Knockdown” a fost inclus ulterior în lista cântecelor interpretate de artistă în cadrul turneului The Alesha Show.

## Informații generale
„Knockdown” a fost lansat drept cel de-al doilea extras pe single al albumului Fired Up și eliberat la finele lunii octombrie, anul 2006, în format digital. Discul a beneficiat de o campanie de promovare doar în Irlanda și Regatul Unit și de un videoclip regizat de J.T.. Cântecul a debutat pe locul 69 în UK Singles Chart, staționând în clasament timp de patru săptămâni consecutive. „Knockdown” a obținut locul 45 odată cu lansarea pe compact disc. De asemenea, cântecul a obținut locul 25 în topul descărcărilor digitale din Regatul Unit.

## Lista cântecelor
Descărcare digitală
1. „Knockdown” (versiunea de pe album)

Disc single
1. „Knockdown” (versiunea de pe album)
2. „Knockdown” (remix de K-Gee)

## Clasamente
| Clasament         | Poziția maximă | Referință |
| ----------------- | -------------- | --------- |
| UK Download Chart | 25             | [ 7 ]     |
| UK Singles Chart  | 45             | [ 3 ]     |

## Datele lansărilor
| Țara         | Data             | Format              | Referință |
| ------------ | ---------------- | ------------------- | --------- |
| Regatul Unit | 23 august 2006   | descărcare digitală | [ 1 ]     |
| Regatul Unit | 6 noiembrie 2006 | disc single         | [ 6 ]     |